# Primeira Divisão 1963-64
La Primeira Divisão 1963/64 fue la 30.ª edición de la máxima categoría de fútbol en Portugal. Comenzó el 20 de octubre de 1963, terminó el 19 de abril de 1964. Benfica ganó su 13° título. El goleador fue Eusébio del Benfica con 28 goles.

## Tabla de posiciones
| Pos | Equipo               | PJ | PG | PE | PP | GF  | GC | Pts |                               |
| --- | -------------------- | -- | -- | -- | -- | --- | -- | --- | ----------------------------- |
| 1   | Benfica              | 26 | 21 | 4  | 1  | 103 | 26 | 46  | Copa de Campeones de Europa   |
| 2   | Porto                | 26 | 16 | 8  | 2  | 51  | 20 | 40  | Recopa de Europa              |
| 3   | Sporting CP          | 26 | 13 | 8  | 5  | 49  | 26 | 34  | Recopa de Europa              |
| 4   | Vitória de Guimarães | 26 | 16 | 2  | 8  | 62  | 42 | 34  |                               |
| 5   | CUF Barreiro         | 26 | 12 | 6  | 8  | 46  | 33 | 30  |                               |
| 6   | Belenenses           | 26 | 12 | 6  | 8  | 46  | 36 | 30  | Copa de Ferias                |
| 7   | Vitória de Setúbal   | 26 | 12 | 5  | 9  | 46  | 41 | 29  |                               |
| 8   | Leixões              | 26 | 8  | 9  | 9  | 34  | 44 | 25  | Copa de Ferias                |
| 9   | Académica de Coimbra | 26 | 11 | 3  | 12 | 43  | 48 | 25  |                               |
| 10  | Varzim               | 26 | 8  | 4  | 14 | 37  | 57 | 20  |                               |
| 11  | Lusitano de Évora    | 26 | 5  | 4  | 17 | 22  | 51 | 14  |                               |
| 12  | Seixal               | 26 | 4  | 6  | 16 | 28  | 66 | 14  |                               |
| 13  | Olhanense            | 26 | 2  | 8  | 16 | 20  | 57 | 12  | Descenso a la Segunda Divisão |
| 14  | Barreirense          | 26 | 4  | 3  | 19 | 22  | 62 | 11  | Descenso a la Segunda Divisão |

|                               |
| Campeón SL Benfica 13° título |